# Ju-on: Owari no Hajimari
Ju-on: Owari no Hajimari (呪怨: 終わりの始まり) ou (Ju-on: The Beginning of the End (título em Portugal) ou O Grito 3: O Início do Fim (título no Brasil)) é um filme de terror japonês realizado e escrito por Masayuki Ochiai e produzido por Takashige Ichinose. O filme é uma reinicialização da franquia Ju-on, que reconta os acontecimentos da amaldiçoada família Saeki. Foi lançado no Japão a 28 de junho de 2014 e em Portugal a 14 de setembro de 2014 no MotelX - Festival Internacional de Cinema de Terror de Lisboa. O filme arrecadou duzentos e vinte e seis milhões de ienes nas bilheteiras japonesas.

## Elenco
- Nozomi Sasaki como Yui Shono
- Sho Aoyagi como Naoto Miyakoshi
- Reina Triendl como Nanami
- Miho Kanazawa como Rina
- Haori Takahashi como Aoi
- Yuina Kuroshima como Yayoi
- Ayako Omura como Mitsuko Yoshizaki
- Yoshihiko Hakamada como Kyosuke Takeda
- Misaki Saisho como Kayako Saeki
- Kai Kobayashi como Toshio Saeki/Toshio Yamaga
- Yasuhito Hida como Takeo Saeki
- Maki Ishikawa como Vice-diretor Inui
- Dyki como Professor de desporto